# Johannes Schedl

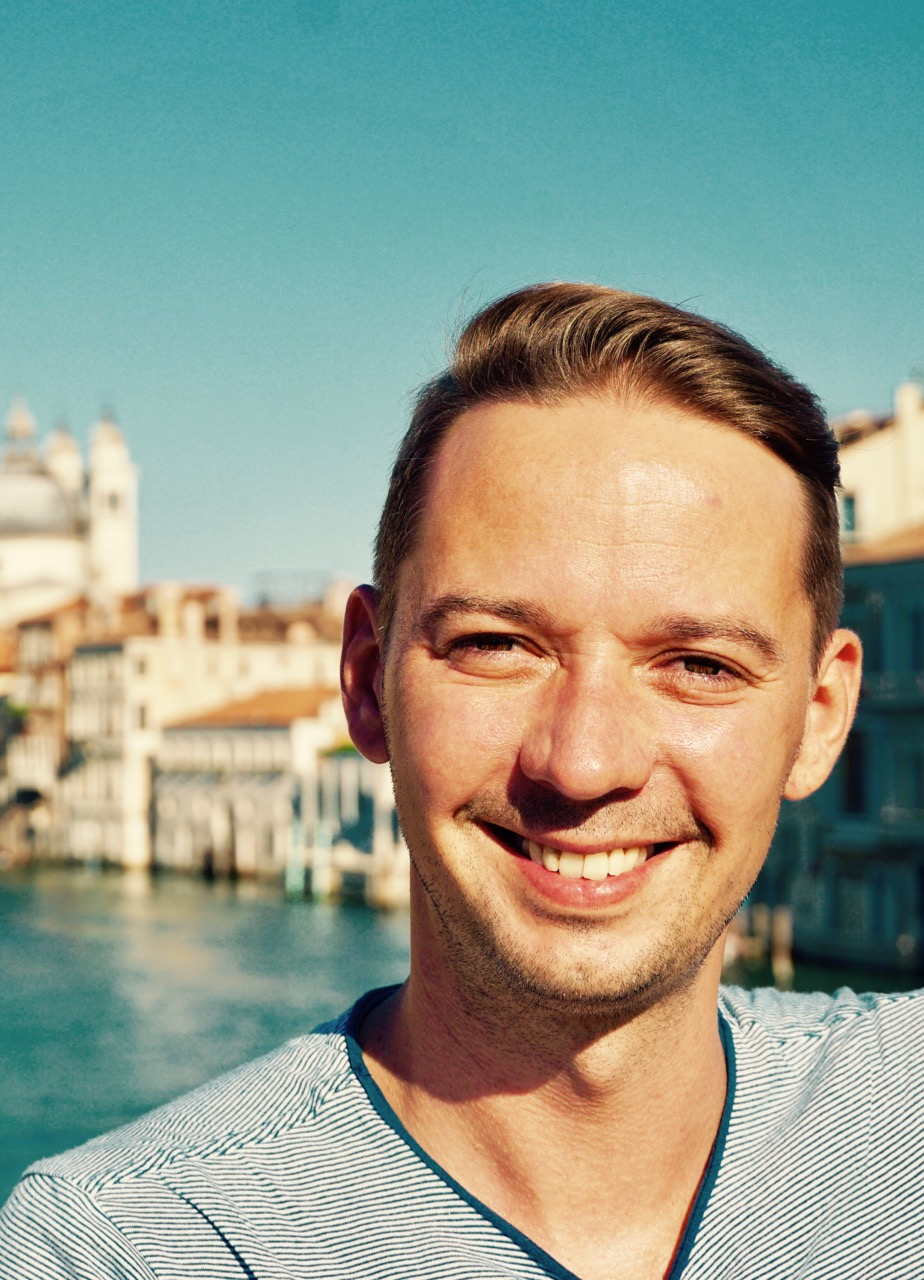
Johannes Schedl 2020 (in Venedig)

Johannes Schedl (* 29. November 1980 in Wien) ist ein deutsch-österreichischer Schauspieler, Hörspiel-  und Synchronsprecher sowie Hörspiel-Produzent.

## Biographie
Johannes Schedl kam als erster Sohn der deutschen Kunsthistorikerin Jutta Schedl (*Newig) und des österreichischen Komponisten Gerhard Schedl († 2000) in Wien zur Welt.
Als er ein Jahr alt war, zog die Familie aufgrund der Stellung des Vaters als Dozent für Komposition am Hochschen Konservatorium von Wien in die Nähe von Frankfurt/Main. Er hat einen jüngeren Bruder, Andreas Schedl.

## Filmographie und Theater

### Stationen am Theater
u. a. Unterhaus Mainz, Theater Willy Praml Frankfurt, Neue Oper Wien (Kurt-Weill-Fest Dessau), Landestheater Salzburg, Vereinigte Bühnen Graz – Next Liberty (2004–2008), Kammerspiele Wiesbaden, Clingenburg Festspiele, Landungsbrücken Frankfurt, Landestheater Schwaben, Volkstheater Hessen

### Film und Fernsehen
- 1998 Burg- und Schloßgeschichten (Doku-Reihe) als Bräutigam
- 2007 Horst Pillemann (Kurzfilm) als Horst Pillemann
- 2007 Wiener Linien Fußball WM (Werbung)
- 2009 Tom Turbo – Die Gaunerschule (TV-Serie) als Hubertus Hex
- 2009 Tom Turbo – Der Piratenpapagei (TV-Serie) als Hubertus Hex
- 2009 Kein Tag und der Rest von heute (Kurzfilm) als Tom
- 2009 Wacholder (Kurzfilm) als Ben
- 2010 Vergessen (Kurzfilm / SWR Visio Wettbewerb) als Chris
- 2010 Tagtraum (Kurzfilm / SWR Visio Wettbewerb) als Arzt
- 2011 Ein Fall für Zwei – Mord im Callcenter (TV-Reihe) als Interviewer
- 2013 Seegrund, ein Kluftinger-Krimi (TV-Film)
- 2015 Ein Fall für Zwei – Aus Mangel an Beweisen (TV-Reihe) als Doktorand
- 2017 Vorwärts immer (Kinofilm) als Wachsoldat Christian Böttger
- 2018 Der Showman (Kurzfilm) als Director
- 2018 Heldt (TV-Serie) als Pfandleiher

## Synchronsprecher
- 2016/17 Final Fantasy XV, Talcot Hester
- 2017 The Mind’s Eye, Stimme für Jesse Dufault (Roger)
- 2017 Officer Downe, Stimme für Sam Witwer (Burnham)
- 2017 The Passing Bells, Stimme für Jordan Murphy (Ben)
- 2017 It Stains the Saint Red, Robby
- 2017 Gracefield Incident, Operator
- 2017 Sword Master, verschiedene Rollen
- 2018 Elias das kleine Rettungsboot
- 2018 Jamai Raja, verschiedene Rollen
- 2018 The Little Mermaid, Bully
- 2018 Toonpur Ka Superhero, Chugli

## Hörspiel-Produktionen
- 2020 Hänsel und Gretel, Stimme von Hänsel und Erzähler[3]
- 2022 Die Fälle des Monsieur Grenouille (1. Folge: Kleine grüne Zellen; 2. Folge: Wundervolle Dinge)[4]